# 博若·布罗凯塔
博若·布罗凯塔（1922年12月24日—1985年7月25日），克罗地亚男子足球运动员，司职后卫。他曾入选1948年夏季奥林匹克运动会南斯拉夫男子足球队名单，但并未上场参赛。